# Čechita
La čechita es un mineral, vanadato de plomo y hierro, descrito como nueva especie mineral a partir de en ejemplares procedentes de la mina Alezxander y del afloramiento de Pošepný, ambos en  Vrančice, distrito minero de Příbram,  Bohemia Central, República Checa, que se consideran localidades tipo.  Recibe su nombre en homenaje a  František Čech, profesor de mineralogía de  de la Universidad Carolina de Praga (República Checa).

## Propiedades físicas y químicas
La čechita forma parte del grupo adelita - descloizita. Es el análogo con Fe2+ de la pirobelonita, que contiene manganeso en su lugar. Contiene una cantidad significativa de manganeso y trazas de arsénico.

## Yacimientos
La cechita es un mineral raro, que se ha encontrado solamente en media docena de localidades en el mundo. Además de en el afloramiento de Pošepný, una de las localidades tipo, se han encontrado ejemplares muy interesantes, en forma de cristales bien definidos, en la mina María Magdalena, Ulldemolins, Tarragona (España). Los cristales tienen como dominante a {111}, con modificaciones de {100} y {h0l}, y presentan zonados de composición con cobre en la zona externa pero no en la interna de los cristales. Se encuentran siempre depositados sobre cristales de fluorita, por lo que pueden considerarse de formación tardía. Sólo en raras ocasiones están asociados a mottramita o a vanadinita.  Estos ejemplares se consideran entre los mejores del mundo para la especie.